# Viva (película)
Viva es una película drama de 2015 rodada en Cuba y dirigida por Paddy Breathnach. La película fue seleccionada como la entrada de Irlanda para la mejor película extranjera en 88.ª edición de los Premios Óscar, por lo que la lista restringida de diciembre del nueve películas, pero no fue nominado. Fue escrito por Mark O'Halloran.

## Recepción
En El País, Javier Ocaña destacó: «Gracias a esa urgencia de la cámara, a la sutil visualización del sexo, y a la gran labor interpretativa, la película, casi en todo momento, revela una marcada sensibilidad alejada de lo melifluo». En The Guardian, Caspar Llewellyn Smith escribió: «Paddy Breathnach... recurre a un conjunto de interpretaciones memorables para extraer algo vivo y a menudo, fresco, de su cuento de redención».